# 2020年東京パラリンピックのパワーリフティング競技
2020年東京パラリンピックのパワーリフティング競技（2020ねんとうきょうパラリンピックのパワーリフティングきょうぎ）は、2021年8月26日から2021年8月30日に行われた2020年東京パラリンピックのパワーリフティング競技。会場は東京国際フォーラム。

## 実施種目
- 男子49kg級
- 男子54kg級
- 男子59kg級
- 男子65kg級
- 男子72kg級
- 男子80kg級
- 男子88kg級
- 男子97kg級
- 男子107kg級
- 男子107kg超級

- 女子41kg級
- 女子45kg級
- 女子50kg級
- 女子55kg級
- 女子61kg級
- 女子67kg級
- 女子73kg級
- 女子79kg級
- 女子86kg級
- 女子86kg超級

## メダリスト

### 男子
| Event        | 金                                                | 銀                                          | 銅                                              |
| ------------ | ------------------------------------------------- | ------------------------------------------- | ----------------------------------------------- |
| 49 kg 詳細   | オマル・カラダ · ヨルダン (JOR)                   | バン コン・レ · ベトナム (VIE)              | パルビン・マムマドフ · アゼルバイジャン (AZE)   |
| 54 kg 詳細   | ダビド・デクチャレフ · カザフスタン (KAZ)         | アクセル・ブルロン · フランス (FRA)         | ディミトリオス・バコクリストス · ギリシャ (GRE) |
| 59 kg 詳細   | 斉勇凱 · 中国 (CHN)                               | シェリフ・オスマン · エジプト (EGY)         | エルベルト・アセイトゥノ · エルサルバドル (ESA) |
| 65 kg 詳細   | 劉磊 · 中国 (CHN)                                 | アミル・ジャファリ · イラン (IRI)           | ホシン・ベティル · アルジェリア (ALG)           |
| 72 kg 詳細   | ボニエ ブニャウ・グスティン · マレーシア (MAS)    | マハムード・アティア · エジプト (EGY)       | ミッキー・ユール · イギリス (GBR)               |
| 80 kg 詳細   | ルーハラハ・ロスタミ · イラン (IRI)               | 顧小飛 · 中国 (CHN)                         | モハメド・エルエルファト · エジプト (EGY)       |
| 88 kg 詳細   | アブデルカリーム・ハタブ · ヨルダン (JOR)         | 葉継雄 · 中国 (CHN)                         | ハニ・アブデルハディ · エジプト (EGY)           |
| 97 kg 詳細   | 閻盼盼 · 中国 (CHN)                               | サイードハメド・ソルヒプーラ · イラン (IRI) | ファビオ・トレス · コロンビア (COL)             |
| 107 kg 詳細  | ソドノムピルジェー・エンフバヤル · モンゴル (MGL) | イー キエ・ジョン · マレーシア (MAS)        | サマン・ラジ · イラン (IRI)                     |
| +107 kg 詳細 | ジャミル・エルシェブリ · ヨルダン (JOR)           | マンスール・プルミルザエイ · イラン (IRI)   | ファリス・アギーリ · イラク (IRQ)               |

### 女子
| Event       | 金                                                  | 銀                                               | 銅                                                 |
| ----------- | --------------------------------------------------- | ------------------------------------------------ | -------------------------------------------------- |
| 41 kg 詳細  | 郭玲玲 · 中国 (CHN)                                 | ニ ネンガフ・ウィディアシフ · インドネシア (INA) | クララ・フエンテス モナステリオ · ベネズエラ (VEN) |
| 45 kg 詳細  | ラティファト・ティジャニ · ナイジェリア (NGR)       | 崔哲 · 中国 (CHN)                                | ユスティナ・コズドリク · ポーランド (POL)          |
| 50 kg 詳細  | 胡丹丹 · 中国 (CHN)                                 | レハブ・アハメド · エジプト (EGY)                | オリビア・ブルーム · イギリス (GBR)                |
| 55 kg 詳細  | マリアナ・シェフチュク · ウクライナ (UKR)           | 肖翠娟 · 中国 (CHN)                              | ベスラ・ドゥマン · トルコ (TUR)                    |
| 61 kg 詳細  | アマリア・ペレス · メキシコ (MEX)                   | ルザ・クジエワ · ウズベキスタン (UZB)            | ルーシー・エジケ · ナイジェリア (NGR)              |
| 67 kg 詳細  | 譚玉嬌 · 中国 (CHN)                                 | ファティマ・オマル · エジプト (EGY)              | オライタン・イブラヒム · ナイジェリア (NGR)        |
| 73 kg 詳細  | マリアナ・ダンドレア · ブラジル (BRA)               | 徐立立 · 中国 (CHN)                              | スア・ガズアニ · フランス (FRA)                    |
| 79 kg 詳細  | ボース・オモラヨ · ナイジェリア (NGR)               | ナタリア・オリニク · ウクライナ (UKR)            | ベラ・ムラトワ · RPC (RPC)                         |
| 86 kg 詳細  | フォラシャデ・オルワフェミアヨ · ナイジェリア (NGR) | 鄭飛飛 · 中国 (CHN)                              | ルイーズ・サグデン · イギリス (GBR)                |
| +86 kg 詳細 | 鄧雪梅 · 中国 (CHN)                                 | ラブライン・オビジ · ナイジェリア (NGR)          | マルエナ・ジェバ · ポーランド (POL)                |